# Petar Gligorovski
Petar Gligorovski ( rođen kao: Perica Gligorović; Skoplje, 3. veljače 1938. — 4. prosinca 1995., Skoplje) bio je crtač stripova, grafičar, akademski slikar, fotograf i redatelj te scenarist animiranih filmova stvorenih u više centara širom bivše Jugoslavije, pretežito u Zagrebu, Beogradu i Skoplju, gdje je utemeljio osnove neslužbene Skopske škole animiranoga filma. 
Njegova djela su četiri završena animirana filma i dva nezavršena filmska projekta.

## Životopis
Akademsko obrazovanje u području vizalne umjetnosti dobiva u Beogradu, poslije čega se priključuje zagrebačkoj školi crtanog filma u svojstvu tehničkog animatora. Po povratku u Skoplje od 1963. do 1968. godine stvara seriju animiranih filmova za TV Skoplje. Svojim prvim filmom Embrion № M iz 1971. započinje pravac svojevrsne osobne interpretacije poznog modernizma te daje podticaj grupi lokalnih entuzijasta, koji ostvaruju međunarodni uspjeh kroz 1970-te i 1980-te. 
Grafički stil Gligorovskog odlikuje polihromatski biomorfizam, uporaba subliminalnih oblika i širokog raspona slavenske, grčke i kršćanske simbolike uokvirene u lajtmotiv vječnih ljudskih tema (eros, rat, otuđenje, egzistencijalizam, religioznost, cikličnost povijesti), bez uspostave autorske granice na jedinstven konceptualno-filozofski pristup i pored privida monolitnosti grafičkoga stila.

## Filmografija
- Embrion № M, (1971). - Posebna diploma za redatelja.[1]
- Feniks, (1976). - "Srebreni Medvjed", "Anesi, Grand Prix".[2][3]
- Adam: 5 do 12, (1977). - "Zlatna Medalja Beograd".[4]
- A, (1985).[5]

## Vanjske poveznice
- (mak.) Maccinema — Makedonski informacijski filmski centar
- (mak.) Razvoj stripa u Makedoniji  Arhivirana inačica izvorne stranice od 5. ožujka 2021. (Wayback Machine)